# Szofiko Csiaureli
Szofiko Csiaureli Sofiko Chiaureli grúzul: სოფიკო ჭიაურელი (Tbiliszi, 1937. május 21. – Tbiliszi, 2008. március 2.) grúz (szovjet) színésznő. Sokan Szergej Paradzsanov filmrendező múzsájának tartották. A 20. századi grúz színház- és filmművészet egyik legjelentősebb alakja, népszerű színésznője volt. Grúzia két legjelentősebb színházához, a Rusztaveli Színházhoz (1964–1968) és a Mardzsanisvili Színházhoz (1960–1964, 1968–2008) kötődött. Több mint negyven filmben szerepelt.

## Élete
Tbilisziben született. Édesapja: Mihail Csiaureli filmrendező, forgatókönyvíró, színész volt. Édesanyja: Veriko Andzsaparidze színésznő. Fivérei: Otar Csiaureli és Ramaz Csiaureli. 
1960-ban kapott színészi diplomát. Moszkvában, az Állami Filmművészeti Intézetben végzett, Olga Ivanova Pizsova és Borisz Vlagyimirovics Bibikov tanítványaként, majd visszaköltözött Tbiliszibe. Itt, 1960–1964 között, majd 1968-tól a Kote Mardzsanisvili Állami Akadémiai Színház, 1964–1968 között a Rusztaveli Állami Színház, 1998-tól pedig egyidejűleg a Mardzsanisvili Színház és az édesanyjáról elnevezett Veriko Színház művésze volt. 2003-tól, férje: Kote Maharadze halála után, a Veriko Színháznál művészeti vezetőként is dolgozott.
1975-ben a 9. Moszkvai Nemzetközi Filmfesztivál zsűrijének tagja volt .
1974–1979 között a Szovjetunió Legfelsőbb Tanácsának helyettese volt.
Szovjet színésznőként, nemzetközi filmes versenyeken  A legjobb színésznőnek járó díjat a legtöbbször (nyolc alkalommal, ő nyerte el) neki ítélték oda. 
2008. március 2-án halt meg. Tbilisziben, a Didube Pantheonban temették el, férje mellett nyugszik.

## Családja
Első férjétől Georgij Sengelajától elvált. Tőle született fiai: Nikoloz Sengelaja és Alexander Sengelaja. Második férje Kote Maharadze, színész és sportkommentátor volt, aki 2002. december 19-én hunyt el. 
Unokatestvére: Georgij Nyikolajevics Danyelija, filmrendező volt. 
Sógora: Eldar Sengelaja grúz-szovjet filmrendező volt.

## Filmjeiből
- Hevszuri ballada (Хевсурская баллада, 1966)...Mzeqala
- A gránátalma színe (Цвет граната, 1968)....A fiatal költő szerelme / A költő múzsája / Pantomimes / Angyal / Őrült apáca
- Ne búsulj! (Не горюй!, 1969)....Szofiko
- A kívánság fája (Древо желания, 1976)....Fufala
- Alibaba és a 40 rabló (Приключения Али-Бабы и сорока разбойников, 1979)....Zamira, Ali Baba anyja
- A szurámi vár legendája (Легенда о Сурамской крепости, 1985).... öreg Vardo
- Asik Kerib (Ашик-Кериб, 1988)....Anya

## Kitüntetései, díjai, elismerései
- Nemzetközi fesztiváldíjak (1957, 1965, 1966, 1972, 1973, 1976, 1978, 1992), a legjobb női szerepért.
- Grúzia tiszteletbeli művésze (1964)
- Grúz Szovjet Szocialista Köztársaság népművésze (1976)
- Örmény Szovjet Szocialista Köztársaság népművésze (1979)
- A legjobb színésznő díja az Össz-szövetségi Filmfesztiválon (1966, 1972, 1974)
- A legjobb színésznő díja a Locarnói Nemzetközi Filmfesztiválon (1965)
- A Szovjetunió Állami Díja (1980)
- Poti díszpolgára (1995)
- Veriko Andzsaparidze-díj (1996)
- Tbiliszi díszpolgára (1997)
- Sota Rusztaveli Állami Díj (1998)
- Kote Mardzsanisvili-díj (2000)
- Nino Cseidze-díj (2002)
- Vera Holodnaja-díj (2003)
- Kutaiszi díszpolgára (2003)